# Îngropat de viu (povestire)
„Îngropat de viu” (în engleză The Premature Burial) este o povestire de groază a scriitorului american Edgar Allan Poe, care a fost publicată inițial la 31 iulie 1844 în cotidianul The Philadelphia Dollar Newspaper din Philadelphia. Ea se referă la tema îngropării de vii a oamenilor. Teama de a fi îngropat de viu era un lucru obișnuit în acea perioadă și Poe a profitat de interesul publicului. Povestirea a fost adaptată pentru film.

## Rezumat
În „Îngropat de viu”, naratorul nedenumit descrie la persoana întâi lupta sa cu „atacurile acelei boli ciudate pe care, în lipsa unei denumiri mai potrivite, medicii s-au învoit a o numi catalepsie”, o stare în care el cade fără să-și dea seama într-o transă asemănătoare cu moartea. Acest lucru duce la teama lui de a fi îngropat de viu („Adevărata durere”, spune el, este „să fii îngropat de viu”.). El își subliniază teama prin menționarea mai multor persoane care au fost îngropate de vii. În primul caz, tragicul accident a fost descoperit mult prea târziu, atunci când cripta victimei a fost redeschisă. În altele, victimele au revenit la viață și au reușit să atragă atenția asupra lor la timp pentru a fi eliberate din închisorile lor cumplite.
Naratorul trece în revistă aceste exemple în scopul de a oferi contextul pentru fobia sa aproape paralizantă de a fi îngropat de viu. Așa cum explică, starea lui l-a făcut predispus să cadă într-o stare inconștientă de transă, o boală care s-a agravat în timp. El a devenit obsedat de ideea că el ar putea cădea într-o astfel de stare în timp ce se află departe de casă și că starea sa ar putea fi confundată cu moartea. Din această cauză, el le smulge prietenilor săi promisiunea că nu îl vor îngropa prematur, refuză să-și părăsească casa și își construiește un mormânt echipat cu dispozitive care să îi permită să ceară ajutor în cazul în care s-ar trezi după „moarte”.
Povestea culminează atunci când naratorul se trezește într-un spațiu limitat aflat în întuneric adânc - se pare că el a fost îngropat de viu și toate măsurile lui de precauție nu au dus la niciun rezultat. Strigă din răsputeri și este imediat liniștit; își dă seama apoi că se află în dana (magazia) unui mic șlep, unde adormise, și nu într-un mormânt. Evenimentul îl șochează atât de tare încât îi înlătură obsesia față de moarte.

## Istoricul publicării
Povestirea a fost publicată inițial la 31 iulie 1844 în cotidianul The Philadelphia Dollar Newspaper din Philadelphia.
Prima traducere în limba română a fost publicată anonim într-o broșură de 30 de pagini, tipărită de Tip. Coop. Poporul din București, în cadrul Bibliotecii Facla, nr. 5 (1911). Povestirea a fost tradusă apoi de Ion Vinea, a cărui traducere a fost publicată în vol. Scrieri alese (vol. II), editat în 1963 de Editura pentru Literatură Universală din București, fiind reeditată și de alte edituri. O altă traducere a fost realizată de Liviu Cotrău și publicată în volumul Misterul lui Marie Rogêt și alte povestiri, editat în 2005 de Editura Polirom din Iași și reeditat de mai multe ori.

## Analiză
Teama de a fi îngropat de viu a fost profund înrădăcinată în cultura occidentală din secolul al XIX-lea, iar Poe a profitat de fascinația publicului față de ea. Au fost raportate sute de cazuri în care medicii au declarat greșit oameni ca fiind morți. În această perioadă, sicriele au fost dotate, ocazional, cu dispozitive de urgență pentru a permite „mortului” să ceară ajutor pentru a putea dovedi că este încă viu. A existat o preocupare atât de puternică încât oamenii din epoca victoriană au organizat chiar și o societate intitulată Society for the Prevention of People Being Buried Alive (în română Societatea pentru prevenirea îngropării de vii a oamenilor). Credința în vampir, un mort viu care rămâne în mormântul său în timpul zilei și iese la pradă pe timp de noapte a fost atribuită, uneori, înmormântării unor persoane vii. Folcloristul Paul Barber a susținut că incidența înmormântării de persoane vii a fost supraestimată și că efectele normale ale descompunerii trupurilor sunt confundate cu semne de viață. Povestirea subliniază această fascinație prin afirmația naratorului că adevărul poate fi mai terifiant decât ficțiunea, prezentând apoi cazuri reale în scopul de a convinge cititorul să creadă povestea principală.
Naratorul din „Îngropat de viu” duce o viață goală, evitând realitatea prin catalepsia sa, dar și prin fanteziile și viziunile sale și prin obsesia față de moarte. El se schimbă totuși, dar numai după ce teama sa cea mai mare s-a realizat.

### Îngropări de vii în alte opere ale lui Poe
- „Berenice”
- „Balerca de Amontillado”
- „Prăbușirea Casei Usher”

## Răspuns citic
Scriind despre „Îngropat de viu”, profesoara Zoe Dumitrescu-Bușulenga considera că această povestire „nu e construită numai pe o obsesie, ci și pe dorința de a pătrunde în tărâmuri necunoscute, interzise. Adâncind această intrare, el s-a apropiat de romanticii târzii, care se aseamănă, printr-o anumită structură a sensibilității, cu simboliștii. O anumită sete de macabru, o anumită fascinație exercitată asupra lui de moarte căreia a vrut să-i cunoască fața, nu întâmplător, ci fiindcă-i răpise pretimpuriu cele două ființe mai dragi pe lume, mama și soția)”.

## Adaptări
- The Crime of Dr. Crespi (1935), distribuit de Republic Pictures, cu Erich von Stroheim în rolul principal.
- The Premature Burial (1962) este un film regizat de Roger Corman, cu Ray Milland și Hazel Court în rolurile principale. O novelizare a filmului a fost scrisă de Max Hallan Danne în 1962, adaptată după scenariul lui Charles Beaumont și Ray Russell și publicată de Lancer Books.
- Filmul Nightmares from the Mind of Poe (2006) include „Îngropat de viu”, împreună cu „Inima care-și spune taina”, „Balerca de Amontillado” și „Corbul”.
- Filmul Lunatec (Šílení, 2005) al lui Jan Švankmajer se inspiră din povestirile „Îngropat de viu” și „Sistemul doctorului Catran și al profesorului Pană”, , precum și din scrierile marchizului de Sade.
- Filmul Haunting Fear (1991) al lui Fred Olen Ray, cu Brinke Stevens în rolul principal, este inspirat vag din „Îngropat de viu”. Textul de pe ecran denumește de fapt filmul Edgar Allan Poe's Haunting Fear, în ciuda diferențelor semnificative față de povestirea lui Poe, inclusiv prin faptul că acțiunea se petrece în perioada prezentă, personajul principal este de sex feminin și se încheie cu punerea ei în mod intenționat într-un sicriu, cu scopul de a o speria de moarte.
- Studioul ERS Game a lansat un joc de aventură pentru PC inspirat din povestire și intitulat „Dark Tales: Edgar Allan Poe's The Premature Burial Collector's Edition”.